# Czuwaj Przemyśl (piłka nożna)
Czuwaj Przemyśl – polski klub piłki nożnej z siedzibą w Przemyślu, założony 30 marca 1918 roku jako Harcerski Klub Sportowy Czuwaj Przemyśl. W przeszłości stanowił jedną z sekcji klubu Czuwaj Przemyśl.

## Historia
Nazwy klubu
- 1918 - Harcerski Klub Sportowy Czuwaj
- 1947 - Kolejowy Klub Sportowy Kolejarz
- 1955 - Kolejowy Klub Sportowy Czuwaj
- 1999 - Klub Sportowy Czuwaj

### Początki
Harcerski Klub Sportowy Czuwaj został założony 30 marca 1918 roku przez trzech harcerzy Wilhelma Słabego, Adama Kordeckiego i Szczepana Kreicarka, których celem było wychowanie fizyczne i sportowe harcerzy. Z powodu ciężkich warunków spowodowanych wojną oraz braku konkurencji udało się zorganizować dwa zespoły, dzięki czemu zawodnicy mogli rozgrywać między sobą mecze. W 1921 roku drużyna została dopuszczona na określonych warunkach do rozgrywek o mistrzostwo klasy C Przemyśla, których jednak nie spełniono. W tamtych czasach Harcerze grali w białych strojach z różowo-fioletowymi kołnierzykami i rękawkami oraz w szarych pończochach. Klub w tym czasie nie był jeszcze zrzeszony w Związku Piłki Nożnej, więc mecze odbywały się nieregularnie. 5 marca 1922 roku uchwalono statut klubu, a we wrześniu 1923 roku piłkarską sekcję zgłoszono do Polskiego Związku Piłki Nożnej. Zawodnicy przystąpili do oficjalnych rozgrywek klasy C, w której zdobyli mistrzostwo i awansowali do klasy B. W 1925 roku Czuwaj wygrał mistrzostwo klasy B okręgu Lwowskiego, jednak z powodu przygotowań drużyny narodowej do olimpiady nie rozgrywano finałowych meczów o awans do klasy A. W następnych latach zawodnicy osiągali dobre wyniki w rozgrywkach klasy B, jednak rzadko udawało im się awansować wyżej.

### Dalsze losy
Po wojnie drużyny piłkarskie musiały stać się klubami różnych spółdzielni i tak oto doszło do zmiany nazwy na Kolejowy Klub Sportowy Kolejarz oraz fuzji z klubem Żurawianka Żurawica, a patronat nad klubem objęła kolej. W skład zarządu wchodzili wówczas kolejarze oraz harcerze. W 1947 roku odbył się sezon przejściowy w rozgrywkach piłkarskich, a stawką było wyłonienie Mistrza Polski oraz awans do I Ligi. Czuwaj zajął w swojej grupie 6. miejsce co doprowadziło zespół do spadku do Klasy A. Były to jednak dobre czasy dla klubu,  który w 1949 wygrał baraże o II Ligę i występował w niej przez jeden sezon. W 1956 roku klub ponownie zmienił nazwę na Kolejowy Klub Sportowy Czuwaj, po tym jak PZPN zezwolił klubom powrót do tradycyjnych nazw. W kolejnych latach drużyna rozgrywała mecze na poziomie III i IV Ligi aż do roku 1997, w którym to awansowała do II Ligi. Niestety w latach 90. kolej przestała wspierać klub i zaczęły się narastać problemy finansowe. Drużyna na zapleczu najwyższej klasy rozgrywkowej grała gorzej niż w przednich latach, co skutkowało natychmiastowym spadkiem do niższej ligi. Od tej pory zespół zawodził w każdym sezonie notując trzy spadku rząd. W następnych latach dwukrotnie udało im się awansować do IV Ligi jednak, nie były to udane lata.

### Likwidacja klubu 2022
Kiepskie wyniki zespołu jesienią 2021 roku pokazały jak duże są problemy klubu. Zarząd nie miał pomysłu na poprawę zaistniałej sytuacji w związku z czym osoby najbardziej zainteresowane dobrem klubu stwierdziły, że potrzebne są zmiany i nie widzą możliwości dalszej współpracy z dotychczasowym zarządem. 17 lutego 2022 roku zwołane zostało walne zebranie przez Panią Prezes Jolantę Korab. Niestety zebranie nie przebiegło prawidłowo. Pani Prezes wręczała każdej osobie wydrukowaną i podpisaną przez siebie uchwałę o wykreśleniu danej osoby z listy członków. Ponadto do świetlicy nie wpuszczano niektórych osób. Pod głosowanie została poddana uchwała o likwidacji klubu przegłosowana w stosunku 10:1, tylko dlatego, że osoby głosujące za likwidacją zostały wprowadzone w błąd. Natychmiast po tym podjęto starania o uratowanie klubu, a zaangażował się w to również prezydent Przemyśla Wojciech Bakun. 25 lutego zwołano nadzwyczajne walne zebranie w trakcie którego uchylono uchwały podjęte na poprzednim zebraniu. Nowym, aczkolwiek tymczasowym prezesem został Piotr Siwy z uwagi na to, że przez zapisy statutowe na to stanowisko nie mógł być powołany Kamil Kowalski. Dopiero 19 czerwca 2023 roku na walnym zgromadzeniu wybrane zostały nowe władze klubu w tym Kamil Kowalski jako prezes.

## Osiągnięcia
Rozgrywki ligowe
- II liga:
  - 9. miejsce: 1950.
  - 17. miejsce: 1997/1998[16][17].

Rozgrywki pucharowe
- Puchar Polski:
  - 1/16 finału: 1976/1977[18].
  - 1/64 finału (2): 1978/1979, 1998/1999.

## Rozgrywki
| Poziom ligowy | Liczba sezonów | Sezony |
| ------------- | -------------- | --- |
| I             | 2              | 1946, 1947 |
| II            | 8              | 1935–1938, 1946, 1947–1948, 1950, 1997–1998                                                                             |
| III           | 41             | 1924–1926, 1928–1934, 1938–1939, 1948–1949, 1951–1965, 1973–1975, 1978–1980, 1982–1986, 1987–1988, 1991–1997, 1998–1999 |
| IV            | 16             | 1923, 1965–1973, 1975–1978, 1980–1982, 1986–1987, 1988–1991, 1999–2000                                                  |
| V             | 10             | 2000–2009, 2011–2012 |
| VI            | 11             | 2009–2011, 2012–2015, 2018–2022, 2023–2025                                                                              |
| VII           | 4              | 2015–2018, 2022–2023 |

| Sezon     | Liga | Liga | Liga | Liga | Liga | Liga | Liga | Liga | Liga | Liga | Puchar Polski (rozgrywki centralne) | Najlepszy strzelec (rozgrywki ligowe) | Najlepszy strzelec (rozgrywki ligowe) |
| Sezon     | Nazwa ligi | Nazwa ligi | Miejsce | M | Z | R | P | Bramki | Bramki | Pkt | Puchar Polski (rozgrywki centralne) | Najlepszy strzelec (rozgrywki ligowe) | Najlepszy strzelec (rozgrywki ligowe) |
| --------- | --- | --- | --- | --- | --- | --- | --- | --- | --- | --- | --- | --- | --- |
|           | | | | | | | | | | | | | |
| 1923      | IV | C Klasa | 1/3 | 4 | 4 | 0 | 0 | 21-0 | 21-0 | 8 | — | b.d. | Gol |
| 1923      | IV | C Klasa | Baraże | | | | | | | | — | b.d. | Gol |
|           | | | | | | | | | | | | | |
| 1924      | III | B Klasa | 2/5 | 8 | 5 | 0 | 3 | 19-16 | 19-16 | 10 | — | b.d. | Gol |
| 1925      | III | B Klasa | 1/4 | 6 | 5 | 0 | 1 | 18-8 | 18-8 | 10 | — | b.d. | Gol |
| 1925      | III | B Klasa | Baraże | | | | | | | | — | b.d. | Gol |
| 1926      | III | B Klasa | 3/4 | 6 | 3 | 0 | 3 | 10-11 | 10-11 | 6 | — | b.d. | Gol |
|           | | | | | | | | | | | | | |
| 1927      | W związku z konfliktem pomiędzy Lwowem a Przemyślem Czuwaj nie brał udziału w oficjalnych rozgrywkach. W podokręgu Przemyśl utworzono Tymczasowy Związek Sportowy Ziemi Przemyskiej | W związku z konfliktem pomiędzy Lwowem a Przemyślem Czuwaj nie brał udziału w oficjalnych rozgrywkach. W podokręgu Przemyśl utworzono Tymczasowy Związek Sportowy Ziemi Przemyskiej | W związku z konfliktem pomiędzy Lwowem a Przemyślem Czuwaj nie brał udziału w oficjalnych rozgrywkach. W podokręgu Przemyśl utworzono Tymczasowy Związek Sportowy Ziemi Przemyskiej | W związku z konfliktem pomiędzy Lwowem a Przemyślem Czuwaj nie brał udziału w oficjalnych rozgrywkach. W podokręgu Przemyśl utworzono Tymczasowy Związek Sportowy Ziemi Przemyskiej | W związku z konfliktem pomiędzy Lwowem a Przemyślem Czuwaj nie brał udziału w oficjalnych rozgrywkach. W podokręgu Przemyśl utworzono Tymczasowy Związek Sportowy Ziemi Przemyskiej | W związku z konfliktem pomiędzy Lwowem a Przemyślem Czuwaj nie brał udziału w oficjalnych rozgrywkach. W podokręgu Przemyśl utworzono Tymczasowy Związek Sportowy Ziemi Przemyskiej | W związku z konfliktem pomiędzy Lwowem a Przemyślem Czuwaj nie brał udziału w oficjalnych rozgrywkach. W podokręgu Przemyśl utworzono Tymczasowy Związek Sportowy Ziemi Przemyskiej | W związku z konfliktem pomiędzy Lwowem a Przemyślem Czuwaj nie brał udziału w oficjalnych rozgrywkach. W podokręgu Przemyśl utworzono Tymczasowy Związek Sportowy Ziemi Przemyskiej | W związku z konfliktem pomiędzy Lwowem a Przemyślem Czuwaj nie brał udziału w oficjalnych rozgrywkach. W podokręgu Przemyśl utworzono Tymczasowy Związek Sportowy Ziemi Przemyskiej | W związku z konfliktem pomiędzy Lwowem a Przemyślem Czuwaj nie brał udziału w oficjalnych rozgrywkach. W podokręgu Przemyśl utworzono Tymczasowy Związek Sportowy Ziemi Przemyskiej | W związku z konfliktem pomiędzy Lwowem a Przemyślem Czuwaj nie brał udziału w oficjalnych rozgrywkach. W podokręgu Przemyśl utworzono Tymczasowy Związek Sportowy Ziemi Przemyskiej | W związku z konfliktem pomiędzy Lwowem a Przemyślem Czuwaj nie brał udziału w oficjalnych rozgrywkach. W podokręgu Przemyśl utworzono Tymczasowy Związek Sportowy Ziemi Przemyskiej | W związku z konfliktem pomiędzy Lwowem a Przemyślem Czuwaj nie brał udziału w oficjalnych rozgrywkach. W podokręgu Przemyśl utworzono Tymczasowy Związek Sportowy Ziemi Przemyskiej |
|           | | | | | | | | | | | | | |
| 1928      | III | B Klasa | 1/5 | 8 | 5 | 2 | 1 | 21-11 | 21-11 | 12 | — | b.d. | Gol |
| 1928      | III | B Klasa | Baraże | | | | | | | | — | b.d. | Gol |
| 1929      | III | B Klasa | 2/5 | 8 | 4 | 2 | 2 | 23-17 | 23-17 | 10 | — | b.d. | Gol |
| 1930      | III | B Klasa | 5/6 | 10 | b.d. | b.d. | b.d. | b.d. | b.d. | b.d. | — | b.d. | Gol |
| 1931      | III | B Klasa | 1/5 | 10 | 6 | 1 | 1 | 23-10 | 23-10 | 13 | — | b.d. | Gol |
| 1931      | III | B Klasa | Baraże | | | | | | | | — | b.d. | Gol |
| 1932      | III | B Klasa | 2/7 | 12 | b.d. | b.d. | b.d. | b.d. | b.d. | b.d. | — | b.d. | Gol |
| 1933      | III | B Klasa | 1/6 | 10 | 8 | 1 | 1 | 59-16 | 59-16 | 17 | — | b.d. | Gol |
| 1934      | III | A Klasa | 2/5 | 8 | b.d. | b.d. | b.d. | b.d. | b.d. | b.d. | — | b.d. | Gol |
| 1934      | III | A Klasa | Baraże | | | | | | | | — | b.d. | Gol |
|           | | | | | | | | | | | | | |
| 1935      | II | Liga okręgowa | 9/11 | 20 | 6 | 5 | 9 | 30-35 | 30-35 | 17 | — | Zenon Dmytryszyn | 16 |
| 1936      | II | Liga okręgowa | 1/5 | 8 | 5 | 2 | 1 | 24-12 | 24-12 | 12 | — | b.d. | Gol |
| 1936      | II | Liga okręgowa | Baraże | | | | | | | | — | b.d. | Gol |
| 1936/1937 | II | Liga okręgowa | 7/12 | 22 | 10 | 3 | 9 | 57-52 | 57-52 | 23 | — | b.d. | Gol |
| 1937/1938 | II | Liga okręgowa | 13/14 | 26 | 8 | 3 | 15 | 36-52 | 36-52 | 19 | — | b.d. | Gol |
|           | | | | | | | | | | | | | |
| 1938/1939 | III | A Klasa | 1/2 | 2 | b.d. | b.d. | b.d. | b.d. | b.d. | b.d. | — | b.d. | Gol |
| 1938/1939 | III | A Klasa | Baraże | | | | | | | | — | b.d. | Gol |
|           | | | | | | | | | | | | | |
| 1940-1945 | Rozgrywki zawieszone z powodu II wojny światowej. | Rozgrywki zawieszone z powodu II wojny światowej. | Rozgrywki zawieszone z powodu II wojny światowej. | Rozgrywki zawieszone z powodu II wojny światowej. | Rozgrywki zawieszone z powodu II wojny światowej. | Rozgrywki zawieszone z powodu II wojny światowej. | Rozgrywki zawieszone z powodu II wojny światowej. | Rozgrywki zawieszone z powodu II wojny światowej. | Rozgrywki zawieszone z powodu II wojny światowej. | Rozgrywki zawieszone z powodu II wojny światowej. | Rozgrywki zawieszone z powodu II wojny światowej. | Rozgrywki zawieszone z powodu II wojny światowej. | Rozgrywki zawieszone z powodu II wojny światowej. |
|           | | | | | | | | | | | | | |
| 1946      | II | A Klasa | 1/4 | 6 | 4 | 0 | 2 | 10-3 | 10-3 | 8 | — | b.d. | Gol |
|           | | | | | | | | | | | | | |
| 1946      | I | Mistrzostwa Polski | 1/8 finału | Wisła Kraków - Czuwaj Przemyśl 4:0 | Wisła Kraków - Czuwaj Przemyśl 4:0 | Wisła Kraków - Czuwaj Przemyśl 4:0 | Wisła Kraków - Czuwaj Przemyśl 4:0 | Wisła Kraków - Czuwaj Przemyśl 4:0 | Wisła Kraków - Czuwaj Przemyśl 4:0 | Wisła Kraków - Czuwaj Przemyśl 4:0 | — | — | Gol |
| 1947      | I | Mistrzostwa Polski | 6/9 | 16 | 5 | 2 | 9 | 24-33 | 24-33 | 12 | — | b.d. | Gol |
|           | | | | | | | | | | | | | |
| 1947/1948 | II | A Klasa | 2/5 | 8 | 3 | 5 | 0 | 21-10 | 21-10 | 11 | — | b.d. | Gol |
|           | | | | | | | | | | | | | |
| 1948/1949 | III | A Klasa | 1/5 | 8 | 7 | 1 | 0 | 32-4 | 32-4 | 15 | — | b.d. | Gol |
| 1948/1949 | III | A Klasa | Baraże | | | | | | | | — | b.d. | Gol |
|           | | | | | | | | | | | | | |
| 1950      | II | II Liga | 9/10 | 18 | 3 | 5 | 10 | 18-36 | 18-36 | 12 | — | Tadeusz Drzewiński | 6 |
|           | | | | | | | | | | | | | |
| 1951      | III | I Klasa wojewódzka | 1/8 | 14 | 9 | 3 | 2 | 28-12 | 28-12 | 21 | 1/32 finału | Mieczysław Mielniczek | 9 |
| 1951      | III | I Klasa wojewódzka | Baraże | | | | | | | | 1/32 finału | Mieczysław Mielniczek | 9 |
| 1952      | III | I Klasa wojewódzka | 1/6 | 10 | 8 | 1 | 1 | 51-8 | 51-8 | 17 | — | Mieczysław Mielniczek | 14 |
| 1952      | III | I Klasa wojewódzka | Baraże | | | | | | | | — | Mieczysław Mielniczek | 14 |
| 1953      | III | III Liga | 7/12 | 22 | 7 | 6 | 9 | 34-27 | 34-27 | 20 | — | b.d. | Gol |
| 1954      | III | III Liga | 6/10 | 16 | 7 | 1 | 8 | 21-30 | 21-30 | 15 | — | Mirosław Lewandowski | 6 |
| 1955      | III | III Liga | 9/12 | 22 | 8 | 6 | 10 | 32-54 | 32-54 | 18 | — | b.d. | Gol |
| 1956      | III | III Liga | 3/12 | 22 | 8 | 10 | 4 | 25-18 | 25-18 | 26 | — | Stanisław Kawiak | 17 |
| 1957      | III | III Liga | 10/12 | 22 | 5 | 5 | 12 | 30-41 | 30-41 | 15 | — | b.d. | Gol |
| 1958      | III | III Liga | 10/12 | 22 | 7 | 6 | 9 | 22-29 | 22-29 | 20 | — | b.d. | Gol |
| 1959      | III | Liga okręgowa | 7/12 | 22 | 7 | 7 | 8 | 25-31 | 25-31 | 21 | — | Zbigniew Poczesny | 9 |
| 1960      | III | Liga okręgowa | 3/12 | 22 | 10 | 3 | 9 | 45-29 | 45-29 | 23 | — | b.d. | Gol |
| 1960/1961 | III | Liga okręgowa | 3/12 | 22 | 10 | 3 | 9 | 37-30 | 37-30 | 23 | — | b.d. | Gol |
| 1961/1962 | III | Liga okręgowa | 9/12 | 22 | 7 | 3 | 12 | 30-41 | 30-41 | 17 | — | Ryszard Lewkowicz Mirosław Lewandowski | 7 |
| 1962/1963 | III | Liga okręgowa | 2/12 | 22 | 12 | 5 | 5 | 38-26 | 38-26 | 29 | — | Aleksander Brożyniak Mirosław Lewandowski | 9 |
| 1963/1964 | III | Liga okręgowa | 8/14 | 26 | 9 | 6 | 11 | 34-33 | 34-33 | 24 | — | b.d. | Gol |
| 1964/1965 | III | Liga okręgowa | 13/14 | 26 | 8 | 5 | 13 | 24-37 | 24-37 | 21 | — | Mirosław Lewandowski | 8 |
|           | | | | | | | | | | | | | |
| 1965/1966 | IV | Klasa A | 4/14 | 26 | 16 | 2 | 8 | 66-40 | 66-40 | 34 | — | b.d. | Gol |
| 1966/1967 | IV | Liga okręgowa | 3/13 | 24 | 9 | 8 | 7 | 38-31 | 38-31 | 26 | — | Jerzy Busz | 8 |
| 1967/1968 | IV | Liga okręgowa | 2/13 | 24 | 12 | 4 | 8 | 32-33 | 32-33 | 28 | — | Zdzisław Ziomek | 8 |
| 1968/1969 | IV | Liga okręgowa | 2/14 | 26 | 12 | 9 | 5 | 33-16 | 33-16 | 33 | — | Jerzy Busz Adam Rudy | 6 |
| 1969/1970 | IV | Liga okręgowa | 5/14 | 26 | 10 | 6 | 10 | 47-33 | 47-33 | 26 | — | Jerzy Busz Adam Rudy | 14 |
| 1970/1971 | IV | Klasa okręgowa | 3/14 | 26 | 14 | 6 | 6 | 39-21 | 39-21 | 34 | — | Stanisław Burak Jerzy Busz Adam Rudy | 6 |
| 1971/1972 | IV | Klasa okręgowa | 2/14 | 26 | 18 | 3 | 5 | 42-24 | 42-24 | 39 | — | Jerzy Busz | 15 |
| 1972/1973 | IV | Klasa okręgowa | 8/14 | 26 | 11 | 5 | 10 | 32-27 | 32-27 | 27 | — | Marian Woźniak Jerzy Busz | 7 |
|           | | | | | | | | | | | | | |
| 1973/1974 | III | Klasa okręgowa | 8/18 | 34 | 14 | 7 | 13 | 33-38 | 33-38 | 35 | — | Henryk Ochalski | 10 |
| 1974/1975 | III | Klasa wojewódzka | 13/16 | 30 | 9 | 6 | 15 | 33-35 | 33-35 | 24 | — | Henryk Ochalski | 8 |
|           | | | | | | | | | | | | | |
| 1975/1976 | IV | Klasa A | 1/14 | 26 | 21 | 2 | 3 | 68–18 | 68–18 | 44 | — | b.d. | Gol |
| 1976/1977 | IV | Klasa wojewódzka | 2/14 | 26 | 20 | 4 | 2 | 108-15 | 108-15 | 44 | 1/16 finału | b.d. | Gol |
| 1977/1978 | IV | Klasa okręgowa | 1/14 | 26 | 20 | 4 | 2 | 62-12 | 62-12 | 44 | — | b.d. | Gol |
|           | | | | | | | | | | | | | |
| 1978/1979 | III | III Liga | 8/14 | 26 | 10 | 6 | 10 | 29-35 | 29-35 | 26 | II runda | b.d. | Gol |
| 1979/1980 | III | III Liga | 9/15 | 28 | 9 | 9 | 10 | 31-35 | 31-35 | 27 | — | b.d. | Gol |
|           | | | | | | | | | | | | | |
| 1980/1981 | IV | Klasa okręgowa | 2/12 | 22 | 16 | 6 | 0 | 67-11 | 67-11 | 38 | — | Andrzej Oczoś | 14 |
| 1981/1982 | IV | Klasa międzyokręgowa | 4/16 | 30 | 15 | 8 | 7 | 56-28 | 56-28 | 38 | — | Andrzej Oczoś | 16 |
|           | | | | | | | | | | | | | |
| 1982/1983 | III | III Liga | 8/14 | 26 | 8 | 10 | 8 | 28-35 | 28-35 | 26 | I runda | b.d. | Gol |
| 1983/1984 | III | III Liga | 12/16 | 30 | 7 | 8 | 15 | 34-37 | 34-37 | 26 | — | b.d. | Gol |
| 1984/1985 | III | III Liga | 7/14 | 26 | 10 | 7 | 9 | 30-34 | 30-34 | 27 | I runda | Mirosław Szot | 10 |
| 1985/1986 | III | III Liga | 12/14 | 26 | 4 | 10 | 12 | 20-33 | 20-33 | 18 | — | Mirosław Szot | 10 |
|           | | | | | | | | | | | | | |
| 1986/1987 | IV | Klasa międzyokręgowa | 1/14 | 26 | 19 | 4 | 3 | 67-18 | 67-18 | 42 | — | Maciej Folwarski | 23 |
|           | | | | | | | | | | | | | |
| 1987/1988 | III | III Liga | 13/14 | 26 | 5 | 8 | 13 | 13-30 | 13-30 | 15 | I runda | Józef Lisańczuk | 4 |
|           | | | | | | | | | | | | | |
| 1988/1989 | IV | Klasa międzyokręgowa | 2/14 | 26 | 16 | 5 | 5 | 48-20 | 48-20 | 37 | — | Grzegorz Sakowski | 15 |
| 1989/1990 | IV | Klasa regionalna | 5/14 | 26 | 10 | 8 | 8 | 30-27 | 30-27 | 28 | I runda | Paweł Pstrąg | 7 |
| 1990/1991 | IV | Klasa regionalna | 3/16 | 30 | 15 | 10 | 5 | 50-23 | 50-23 | 40 | — | Paweł Pstrąg | 9 |
|           | | | | | | | | | | | | | |
| 1991/1992 | III | III Liga | 10/15 | 28 | 9 | 7 | 12 | 27-36 | 27-36 | 25 | — | Grzegorz Sakowski | 7 |
| 1992/1993 | III | III Liga | 9/18 | 34 | 14 | 5 | 15 | 40-34 | 40-34 | 33 | — | Mirosław Szot | 13 |
| 1993/1994 | III | III Liga | 13/18 | 34 | 7 | 12 | 15 | 35-45 | 35-45 | 26 | — | Mirosław Szot | 12 |
| 1994/1995 | III | III Liga | 14/18 | 34 | 9 | 11 | 14 | 36-47 | 36-47 | 29 | — | Maciej Dołęga | 14 |
| 1995/1996 | III | III Liga | 5/18 | 34 | 16 | 11 | 7 | 55-34 | 55-34 | 59 | — | Maciej Dołęga | 12 |
| 1996/1997 | III | III Liga | 1/18 | 34 | 22 | 7 | 5 | 48-23 | 48-23 | 73 | — | Piotr Badowicz | 13 |
|           | | | | | | | | | | | | | |
| 1997/1998 | II | II Liga | 17/18 | 34 | 6 | 5 | 23 | 34-85 | 34-85 | 23 | — | Piotr Badowicz | 12 |
|           | | | | | | | | | | | | | |
| 1998/1999 | III | III Liga | 16/18 | 34 | 7 | 4 | 23 | 24-79 | 24-79 | 25 | II runda | Piotr Baran | 6 |
|           | | | | | | | | | | | | | |
| 1999/2000 | IV | IV Liga | 17/19 | 36 | 8 | 6 | 22 | 35-81 | 35-81 | 30 | — | Mariusz Błaszczyk | 7 |
|           | | | | | | | | | | | | | |
| 2000/2001 | V | Liga okręgowa | 4/16 | 30 | 14 | 4 | 8 | 50-34 | 50-34 | 46 | I runda | Paweł Duński | 11 |
| 2001/2002 | V | Liga okręgowa | 3/16 | 30 | 18 | 5 | 7 | 63-27 | 63-27 | 59 | — | Paweł Duński | 18 |
| 2002/2003 | V | Liga okręgowa | 3/16 | 30 | 21 | 4 | 5 | 89-25 | 89-25 | 67 | — | Andrzej Danielak | 26 |
| 2003/2004 | V | Liga okręgowa | 2/16 | 30 | 23 | 6 | 1 | 73-13 | 73-13 | 75 | — | Mariusz Błaszczyk | 24 |
| 2003/2004 | V | Liga okręgowa | Baraże | | | | | | | | — | Mariusz Błaszczyk | 24 |
| 2004/2005 | V | Liga okręgowa | 3/16 | 30 | 18 | 4 | 8 | 61-28 | 61-28 | 58 | — | Dariusz Jaroch | 16 |
| 2005/2006 | V | Liga okręgowa | 6/16 | 30 | 13 | 11 | 6 | 55-35 | 55-35 | 50 | — | Paweł Duński | 22 |
| 2006/2007 | V | Liga okręgowa | 6/16 | 30 | 13 | 7 | 10 | 42-39 | 42-39 | 46 | — | Mariusz Błaszczyk | 12 |
| 2007/2008 | V | Liga okręgowa | 1/16 | 30 | 25 | 4 | 1 | 80-15 | 80-15 | 79 | — | Marek Rybkiewicz | 26 |
| 2008/2009 | V | IV Liga | 14/16 | 30 | 8 | 4 | 18 | 29-41 | 29-41 | 28 | — | Kamil Folwarski | 8 |
|           | | | | | | | | | | | | | |
| 2009/2010 | VI | Klasa okręgowa | 6/16 | 30 | 14 | 7 | 9 | 45-39 | 45-39 | 49 | — | Rafał Gniatek | 16 |
| 2010/2011 | VI | Klasa okręgowa | 1/16 | 30 | 21 | 4 | 5 | 76-34 | 76-34 | 67 | — | Rafał Gniatek | 20 |
|           | | | | | | | | | | | | | |
| 2011/2012 | V | IV Liga | 16/16 | 30 | 2 | 4 | 24 | 23-93 | 23-93 | 10 | — | Paweł Kijanka | 7 |
|           | | | | | | | | | | | | | |
| 2012/2013 | VI | Klasa okręgowa | 11/16 | 30 | 8 | 14 | 8 | 47-35 | 47-35 | 38 | — | Mariusz Błaszczyk | 12 |
| 2013/2014 | VI | Klasa okręgowa | 13/16 | 30 | 11 | 3 | 16 | 37-64 | 37-64 | 36 | — | Paweł Przytuła | 8 |
| 2014/2015 | VI | Klasa okręgowa | 14/16 | 30 | 7 | 7 | 16 | 33-53 | 33-53 | 28 | — | Rafał Gniatek | 10 |
|           | | | | | | | | | | | | | |
| 2015/2016 | VII | Klasa A | 3/16 | 30 | 17 | 8 | 5 | 60-32 | 60-32 | 59 | — | Mateusz Szybiak | 10 |
| 2016/2017 | VII | Klasa A | 2/16 | 30 | 21 | 4 | 5 | 89-26 | 89-26 | 67 | — | Bartłomiej Łuc | 16 |
| 2017/2018 | VII | Klasa A | 1/16 | 34 | 26 | 2 | 2 | 101-22 | 101-22 | 80 | — | Kamil Folwarski | 21 |
|           | | | | | | | | | | | | | |
| 2018/2019 | VI | Klasa okręgowa | 10/16 | 30 | 12 | 3 | 15 | 47-47 | 47-47 | 39 | — | Bartłomiej Łuc Mateusz Świst | 10 |
| 2019/2020 | VI | Klasa okręgowa | 6/16 | 15 | 8 | 2 | 5 | 35-21 | 35-21 | 26 | — | Maciej Sanocki Mateusz Świst Dariusz Pałys Kamil Folwarski | 5 |
| 2020/2021 | VI | Klasa okręgowa | 10/20 | 38 | 16 | 12 | 10 | 87-61 | 87-61 | 60 | — | Mateusz Świst | 31 |
| 2021/2022 | VI | Klasa okręgowa | 18/18 | 34 | 5 | 8 | 21 | 33-75 | 33-75 | 23 | — | Maciej Sanocki | 11 |
|           | | | | | | | | | | | | | |
| 2022/2023 | VII | Klasa A | 1/16 | 30 | 28 | 1 | 1 | 119–25 | 119–25 | 85 | — | Mateusz Świst | 46 |
|           | | | | | | | | | | | | | |
| 2023/2024 | VI | Klasa okręgowa | 3/16 | 30 | 19 | 4 | 7 | 77-47 | 77-47 | 61 | — | Mateusz Świst | 23 |
| 2024/2025 | VI | Klasa okręgowa | ?/16 | ? | ? | ? | ? | ??-?? | ??-?? | ?? | — | | ? |

## Stadion

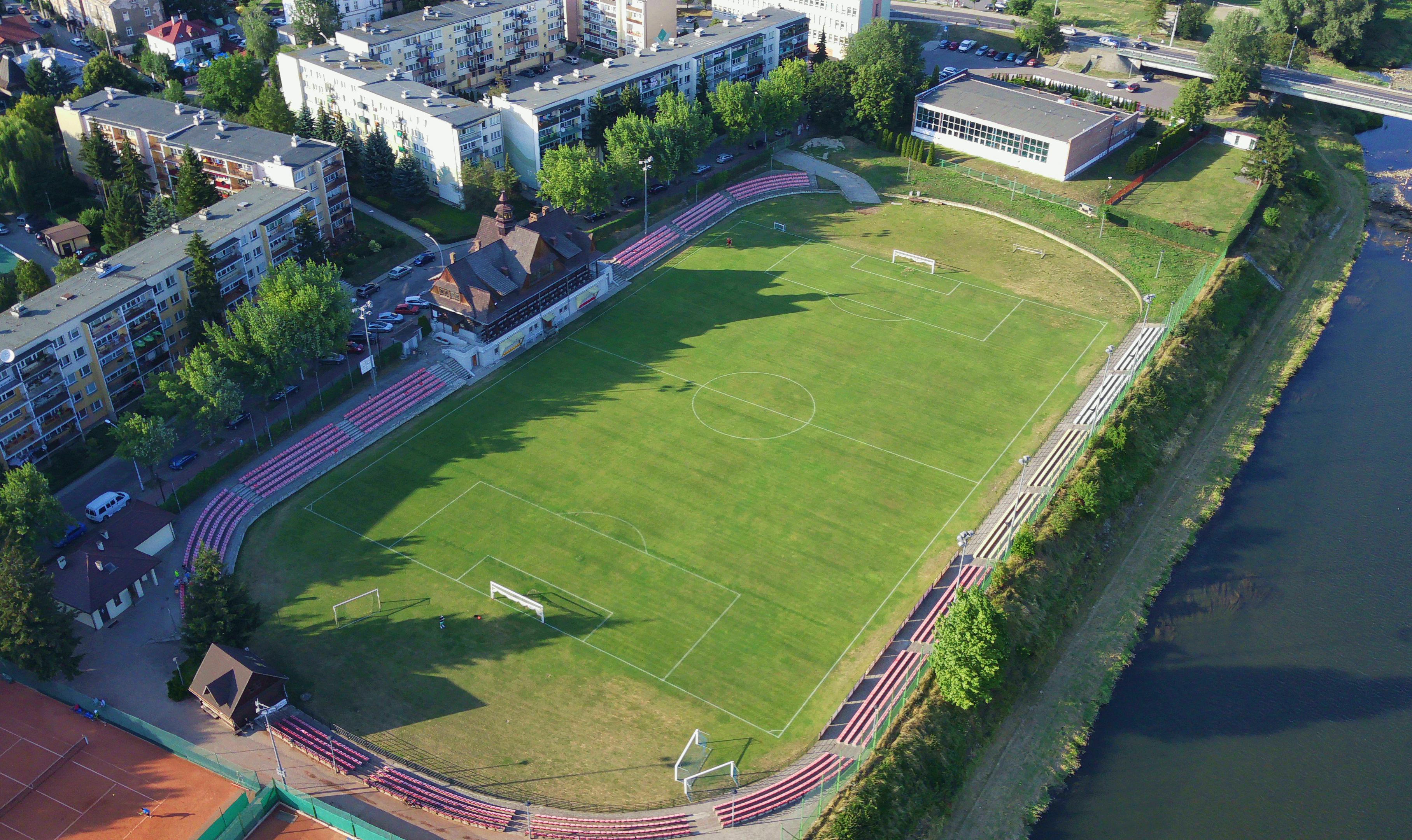
Stadion im. Mieczysława Słabego z lotu ptaka (2023)

Zawodnicy Czuwaju od początku istnienia klubu nie posiadali własnego stadionu, w związku z czym swoje mecze musieli rozgrywać na boiskach Polonii, Hagiboru oraz na stadionie wojskowym. Dopiero 12 czerwca 1932 uroczyście poświęcono i otwarto stadion przy ul. 22 Stycznia. Mecz otwarcia pomiędzy Czuwajem Przemyśl a Pogonią Lwów zorganizowano 19 czerwca i zakończył się zwycięstwem gospodarzy 6:2. 18 maja 1991 stadionowi nadano imię Mieczysława Słabego. Obecnie obiekt jest częścią Przemyskiego Ośrodka Sportu i Rekreacji. W latach 2010–2012 przeprowadzono przebudowę stadionu, w ramach której wchodziła wymiana nawierzchni oraz zamontowanie zraszaczy. W tym czasie drużyna mecze, w których była gospodarzem zmuszona była rozgrywać na stadionie w Bolestraszycach. W 2016 roku na stadionie odbył się mecz towarzyski pomiędzy Polską U-16 a Irlandią Północną U-16 zakończony zwycięstwem Polaków 4:1.
- Nazwa: Stadion im. Mieczysława Słabego
- Właściciel: POSIR w Przemyślu
- Adres: ul. 22 Stycznia 6
- Data otwarcia: 1932
- Pojemność: 2500
- Oświetlenie: 300 lx
- Wymiary: 107 x 68 m

## Derby Przemyśla
Derby Przemyśla są jednymi z ważniejszych miejskich derbów na Podkarpaciu tuż obok Rzeszowa i Dębicy. W przeszłości rywalami Czuwaju była Polonia, Sian oraz Polna. Obecnie jedynymi klubami w Przemyślu są Czuwaj i Polonia. Rywalizacja pomiędzy tymi drużynami to jedno z najbardziej emocjonujących derbów w polskiej piłce nożnej na poziomie lokalnym. Te dwa kluby z Przemyśla od lat walczą o prymat w swoim mieście, przyciągając uwagę lokalnych kibiców oraz budząc emocje i animozje, które niejednokrotnie wykraczały poza samo boisko. Choć obie drużyny nie odgrywają kluczowej roli na ogólnopolskiej scenie, ich rywalizacja jest istotnym elementem tożsamości futbolowej miasta. Pierwszy ligowy mecz derbowy pomiędzy tymi drużynami odbył się w 1935 roku zakończony zwycięstwem Polonii 2:0, rewanż natomiast zakończył się zwycięstwem Harcerzy 5:1.

## Trenerzy
Przemyski zespół szkoliło kilku trenerów, którzy w swojej karierze osiągali mniej lub bardziej znaczące sukcesy. Jednym z takich trenerów jest Janusz Białek, który może się pochwalić dojściem z drużyną Aluminium Konin do finału Pucharu Polski w sezonie 1997/1998. Prowadził również Polonię Warszawa w Pucharze UEFA w sezonie 2002/2003. Trenerem Czuwaju był także Zbigniew Bartnik, który w sezonie 1996/1997 wygrał III ligę i zaliczył historyczny awans z drużyną do II ligi, a w 2012 roku został prezesem LZPN.

## Zawodnicy
Piłkarze reprezentujący kraj w oficjalnych meczach
- 1998 Andrejs Prohorenkovs ( Łotwa) – 32 mecze

Wychowankowie klubu
- Aleksander Brożyniak
- Maciej Dołęga
- Kazimierz Koczapski
- Piotr Mroziński
- Leszek Walankiewicz

### Składy w II lidze
| 1950    | Bramkarze: Leszek Kałmuczak • Henryk Kurc • Wilhelm Lach • Zdzisław Sabramowicz • Zbigniew Skarbek Obrońcy: Roman Dutko • Krzysztof Grybś • Wiesław Kurc • Kazimeirz Marszałek • Dionizy Martini • Ryszard Michel • Rudolf Prachowski • Michał Prokop • Eugeniusz Rybienik • Marian Szybiak Pomocnicy: Stanisław Czekaj • Ludwik Dziedzic • Adam Dzikowski • Jan Ekiert • Mieczysław Fedorcio • Marian Gnot • Kazimierz Kwiatkowski • Bogusław Pająk • Jerzy Paprzycki • Mieczysław Piątkowski • Stanisław Rosicki • Stanisław Sołomczak • Zdzisław Wątróbski • Czesław Wiech • Jan Wielgosz Napastnicy: Zdzisław Bomersbach • Jerzy Czarniecki • Ryszard Czarniecki • Tadeusz Drzewiński • Edward Dzik • Władysław Głowacz • Józef Głupiak-Poleski • Franciszek Herman • Stanisław Kawiak • Zbigniew Kikiela • Edward Krajewski • Marian Kuszyk • Mirosław Lewandowski • Jerzy Łapka • Mieczysław Mielniczek • Jan Ochalski • Ryszard Popowicz • Michał Rabiej • Bogusław Seneczko |
| 1997/98 | Bramkarze: Tomasz Bugajski • Stanisław Choma • Grzegorz Nierojewski • Paweł Michalski Obrońcy: Dariusz Dubiel • Paweł Duński • Maciej Folwarski • Ryszard Fudali • Marcin Indyk • Mirosław Jabłoński • Waldemar Jaroch • Mariusz Klajda • Tomasz Kud • Grzegorz Łuczyk • Artur Strzałkowski Pomocnicy: Piotr Błażkowski • Tomasz Harłacz • Paweł Klich • Dominik Malesa • Maciej Pinda • Krzysztof Podlasek • Józef Stefanik • Piotr Stopa • Mirosław Szot • Grzegorz Zając • Daniel Zielenkiewicz Napastnicy: Piotr Badowicz • Marcin Dmitrzyk • Maciej Dołęga • Anar Kalantarow • Andrejs Prohorenkovs • Edward Słysz • Grzegorz Wilk |